# Schussen
La Schussen est une rivière du Bade-Wurtemberg (Allemagne), tributaire de l'Obersee, la partie orientale du lac de Constance. Long de 62 km, il se jette dans le lac à Eriskirch, à quelques kilomètres au sud de la ville de Friedrichshafen.

## Parcours
La Schussen prend sa source à 577 m d'altitude, au nord de Bad Schussenried. Son cours est majoritairement orienté vers le sud. La rivière traverse les communes d'Aulendorf, Mochenwangen, Weingarten, Ravensburg, Brochenzell, Meckenbeuren, avant de rejoindre le lac de Constance (Obersee) à Eriskirch, dans une zone marécageuse (Eriskircher Ried). Entre Mochenwangen et Weingarten, elle emprunte une large vallée glaciaire.